# 동부쿠스쿠스
동부쿠스쿠스(Phalanger intercastellanus)는 쿠스쿠스과에 속하는 유대류의 일종이다. 파푸아뉴기니 동부 지역에서 발견된다. 최근까지는 남부쿠스쿠스(P. mimicus)와 같은 종으로 그리고 그 전에는 북부쿠스쿠스(P. orientalis)와도 같은 종으로 간주했다.